# George Breed
George Horace Breed (ur. 14 lipca 1876 w Louisville, zm. 24 czerwca 1956 w Nowym Jorku) – szermierz, szpadzista reprezentujący Stany Zjednoczone, uczestnik letnich igrzysk olimpijskich w Sztokholmie w 1912 oraz igrzysk olimpijskich w Paryżu w 1924  roku.